# 말레딕터스 혈연 저주
말레딕터스 혈연 저주(Maledictus Bloodline Curse)는 해리 포터와 신비한 동물 사전을 쓴 J.K. 롤링의 판타지 소설 시리즈에 등장하는 혈연 저주이다. 오로지 여자만 저주에 걸리며, 부모가 저주에 걸리면 자식도 걸린다. 물론 어머니가 딸에게만 옮기는 저주이다.